# Gran Premio motociclistico di Spagna 1996
Il Gran Premio motociclistico di Spagna 1996 fu il quarto appuntamento del motomondiale 1996. Si svolse il 12 maggio al circuito di Jerez de la Frontera e registrò la vittoria di Mick Doohan su Honda nella classe 500, di Max Biaggi nella classe 250, di Haruchika Aoki nella classe 125 e di William Costes nel Thunderbike Trophy.

## Classe 500

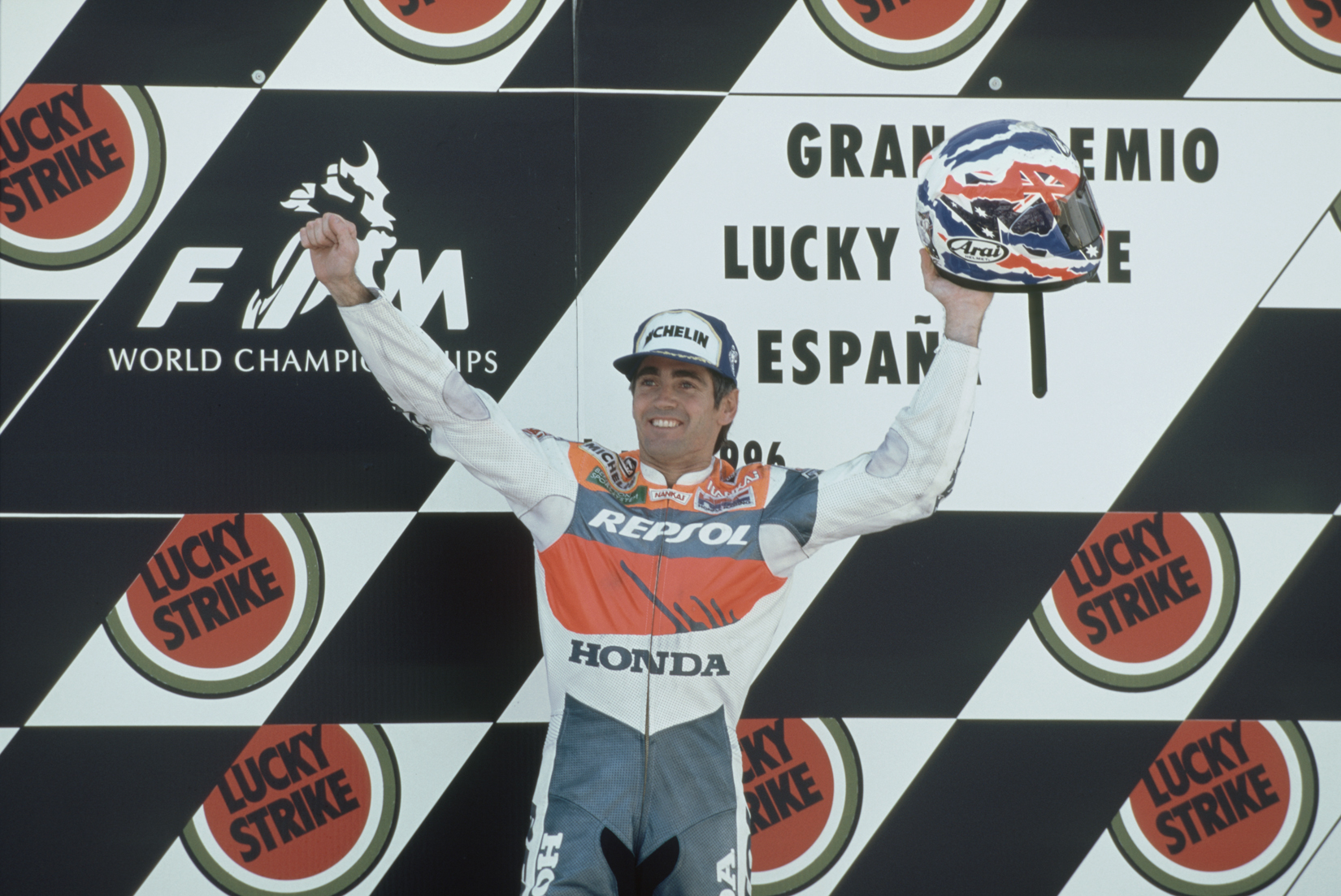
Doohan festeggia sul podio dopo aver vinto la gara della classe 500

Il risultato della gara viene a determinarsi con quello che accadde all'ultimo giro, quando un gruppo di tifosi invase la pista mentre Àlex Crivillé stava occupando il primo posto. Per schivarli l'iberico dovette perdere del tempo prezioso e fu raggiunto dal compagno di squadra Mick Doohan, che all'ultima curva tentò di superarlo. Crivillé cercò di resistere, ma nel tentativo di riprendersi la posizione perse il controllo della moto e cadde.

### Arrivati al traguardo
| Pos. | Nº | Pilota              | Squadra                 | Motocicletta  | Giri | Tempo     | Griglia | Punti |
| ---- | -- | ------------------- | ----------------------- | ------------- | ---- | --------- | ------- | ----- |
| 1    | 1  | Mick Doohan         | Repsol Honda            | Honda         | 27   | 47:28.064 | 1       | 25    |
| 2    | 3  | Luca Cadalora       | Kanemoto Honda          | Honda         | 27   | +2.677    | 6       | 20    |
| 3    | 6  | Tadayuki Okada      | Repsol Honda            | Honda         | 27   | +14.644   | 3       | 16    |
| 4    | 65 | Loris Capirossi     | Marlboro Yamaha Rainey  | Yamaha        | 27   | +17.030   | 8       | 13    |
| 5    | 17 | Alberto Puig        | Fortuna-Honda-Pons      | Honda         | 27   | +21.534   | 9       | 11    |
| 6    | 10 | Kenny Roberts Jr    | Marlboro Yamaha Roberts | Yamaha        | 27   | +21.814   | 10      | 10    |
| 7    | 12 | Jean-Michel Bayle   | Marlboro Yamaha Roberts | Yamaha        | 27   | +26.312   | 7       | 9     |
| 8    | 7  | Alex Barros         | Honda Pileri            | Honda         | 27   | +38.120   | 12      | 8     |
| 9    | 41 | Shin'ichi Itō       | Repsol Honda            | Honda         | 27   | +38.444   | 11      | 7     |
| 10   | 24 | Carlos Checa        | Fortuna-Honda-Pons      | Honda         | 27   | +49.478   | 16      | 6     |
| 11   | 8  | Juan Borja          | Elf 500 Roc             | Elf 500       | 27   | +59.336   | 13      | 5     |
| 12   | 18 | James Haydon        | W.C.M.                  | ROC Yamaha    | 27   | +1:08.537 | 21      | 4     |
| 13   | 27 | Frédéric Protat     | Soverex FP Racing       | ROC Yamaha    | 27   | +1:09.082 | 19      | 3     |
| 14   | 13 | Jeremy McWilliams   | Qub Team Optimum        | ROC Yamaha    | 27   | +1:09.509 | 18      | 2     |
| 15   | 19 | Sean Emmett         | Harris Grand Prix       | Harris Yamaha | 27   | +1:21.050 | 20      | 1     |
| 16   | 23 | Eugene McManus      | Millar Racing           | Yamaha        | 27   | +1:43.550 | 23      |       |
| 17   | 20 | Toshiyuki Arakaki   | Padgetts Racing         | Harris Yamaha | 26   | +1 giro   | 28      |       |
| 18   | 51 | Jean Pierre Jeandat | Team Paton              | Paton         | 26   | +1 giro   | 24      |       |
| 19   | 14 | Adrian Bosshard     | Elf 500 Roc             | Elf 500       | 26   | +1 giro   | 22      |       |
| 20   | 22 | Lucio Pedercini     | Team Pedercini          | ROC Yamaha    | 21   | +6 giri   | 17      |       |

### Ritirati
| Nº | Pilota          | Squadra                 | Motocicletta | Giri | Griglia |
| -- | --------------- | ----------------------- | ------------ | ---- | ------- |
| 4  | Àlex Crivillé   | Repsol Honda            | Honda        | 26   | 2       |
| 2  | Daryl Beattie   | Lucky Strike Suzuki     | Suzuki       | 2    | 5       |
| 15 | Doriano Romboni | IP Aprilia Racing       | Aprilia      | 1    | 4       |
| 9  | Norifumi Abe    | Marlboro Yamaha Roberts | Yamaha       | 1    | 14      |

### Non partito
| Nº | Pilota        | Squadra             | Motocicletta | Griglia |
| -- | ------------- | ------------------- | ------------ | ------- |
| 11 | Scott Russell | Lucky Strike Suzuki | Suzuki       | 15      |

## Classe 250

### Arrivati al traguardo
| Pos. | Nº | Pilota               | Squadra                 | Motocicletta | Giri | Tempo     | Griglia | Punti |
| ---- | -- | -------------------- | ----------------------- | ------------ | ---- | --------- | ------- | ----- |
| 1    | 1  | Max Biaggi           | Chesterfield Aprilia    | Aprilia      | 26   | 46:06.154 | 1       | 25    |
| 2    | 31 | Tetsuya Harada       | Marlboro Yamaha Rainey  | Yamaha       | 26   | +12.238   | 6       | 20    |
| 3    | 3  | Ralf Waldmann        | HB Honda Germany        | Honda        | 26   | +15.476   | 2       | 16    |
| 4    | 11 | Jürgen Fuchs         | HB Honda Germany        | Honda        | 26   | +16.222   | 3       | 13    |
| 5    | 10 | Tōru Ukawa           | Benetton Honda          | Honda        | 26   | +29.329   | 7       | 11    |
| 6    | 7  | Luis d'Antín         | MX Onda-S.S.P. Comp.    | Honda        | 26   | +29.508   | 5       | 10    |
| 7    | 19 | Olivier Jacque       | Chesterfield Elf Tech 3 | Honda        | 26   | +37.638   | 14      | 9     |
| 8    | 5  | Jean-Philippe Ruggia | Chesterfield Elf Tech 3 | Honda        | 26   | +44.866   | 8       | 8     |
| 9    | 41 | Jamie Robinson       | Docshop Racing          | Aprilia      | 26   | +50.899   | 10      | 7     |
| 10   | 20 | Luca Boscoscuro      | Scuderia AGV            | Aprilia      | 26   | +52.203   | 19      | 6     |
| 11   | 16 | Sete Gibernau        | Axo San Patrignano      | Honda        | 26   | +1:06.864 | 15      | 5     |
| 12   | 27 | Sebastián Porto      | PR2 Aprilia YPF-Esco    | Aprilia      | 26   | +1:16.662 | 12      | 4     |
| 13   | 8  | Cristiano Migliorati | Axo San Patrignano      | Honda        | 26   | +1:19.461 | 23      | 3     |
| 14   | 26 | Takeshi Tsujimura    | F.C.C. T.S. Penguin     | Honda        | 26   | +1:21.196 | 22      | 2     |
| 15   | 29 | Osamu Miyazaki       | Edo Racing              | Aprilia      | 26   | +1:21.585 | 16      | 1     |
| 16   | 25 | Davide Bulega        | Team Italia             | Aprilia      | 26   | +1:31.868 | 18      |       |
| 17   | 21 | Massimo Ottobre      | FGF Guidotti            | Aprilia      | 26   | +1:33.071 | 20      |       |
| 18   | 9  | Yasumasa Hatakeyama  | F.C.C. T.S. Penguin     | Honda        | 26   | +1:33.122 | 28      |       |
| 19   | 15 | Gianluigi Scalvini   | Team Pileri             | Honda        | 24   | +2 giri   | 26      |       |

### Ritirati
| Nº | Pilota                   | Squadra                | Motocicletta | Giri | Griglia |
| -- | ------------------------ | ---------------------- | ------------ | ---- | ------- |
| 14 | Eskil Suter              | Mohag Aprilia          | Aprilia      | 25   | 9       |
| 62 | Javier Marsella          | Almafot                | Honda        | 19   | 24      |
| 12 | Jurgen van den Goorbergh | M.Q.P. Racing          | Honda        | 14   | 13      |
| 22 | Oliver Petrucciani       | Mohag Aprilia          | Aprilia      | 13   | 21      |
| 64 | Miguel Tey               | Gaby & Tey             | Honda        | 11   | 30      |
| 28 | Cristophe Cogan          | Team AJP               | Honda        | 8    | 25      |
| 55 | Régis Laconi             | Tecmas Grand Prix      | Honda        | 6    | 17      |
| 6  | Nobuatsu Aoki            | Rheos Molenaar Racing  | Honda        | 5    | 4       |
| 96 | José Barresi             | Marlboro Venemotos     | Yamaha       | 5    | 29      |
| 18 | Roberto Locatelli        | Nastro Azzurro Aprilia | Aprilia      | 4    | 11      |
| 23 | Christian Boudinot       | Promoto Sport          | Aprilia      | 4    | 27      |
| 65 | Vicente Esparragoso      | Team Esparragoso       | Honda        | 4    | 31      |

## Classe 125

### Arrivati al traguardo
| Pos. | Nº | Pilota               | Squadra                 | Motocicletta | Giri | Tempo     | Griglia | Punti |
| ---- | -- | -------------------- | ----------------------- | ------------ | ---- | --------- | ------- | ----- |
| 1    | 1  | Haruchika Aoki       | Rheos Molenaar Racing   | Honda        | 23   | 42:34.978 | 9       | 25    |
| 2    | 3  | Emilio Alzamora      | Cepsa Effeuno Matteoni  | Honda        | 23   | +0.025    | 2       | 20    |
| 3    | 12 | Noboru Ueda          | Docshop Racing          | Honda        | 23   | +0.116    | 11      | 16    |
| 4    | 46 | Valentino Rossi      | Scuderia AGV            | Aprilia      | 23   | +0.162    | 7       | 13    |
| 5    | 2  | Kazuto Sakata        | Krona-Aprilia           | Aprilia      | 23   | +0.224    | 3       | 11    |
| 6    | 7  | Masaki Tokudome      | Ditter Plastic          | Aprilia      | 23   | +3.096    | 8       | 10    |
| 7    | 6  | Stefano Perugini     | Nastro Azzurro Aprilia  | Aprilia      | 23   | +3.326    | 6       | 9     |
| 8    | 8  | Tomomi Manako        | UGT Europa              | Honda        | 23   | +13.464   | 15      | 8     |
| 9    | 14 | Yoshiaki Katō        | Yamaha Kurz             | Yamaha       | 23   | +13.546   | 12      | 7     |
| 10   | 26 | Ivan Goi             | Cepsa Effeuno Matteoni  | Honda        | 23   | +15.430   | 16      | 6     |
| 11   | 10 | Peter Öttl           | Marlboro-Aprilia-Eckl   | Aprilia      | 23   | +15.943   | 5       | 5     |
| 12   | 15 | Manfred Geissler     | Marlboro-Aprilia-Eckl   | Aprilia      | 23   | +23.611   | 10      | 4     |
| 13   | 5  | Dirk Raudies         | HB Team Raudies         | Honda        | 23   | +26.878   | 14      | 3     |
| 14   | 17 | Darren Barton        | Ditter Plastic          | Aprilia      | 23   | +32.756   | 17      | 2     |
| 15   | 63 | José Antonio Ramirez | Yamaha Kurz             | Yamaha       | 23   | +32.893   | 23      | 1     |
| 16   | 36 | Josep Sarda          | Mobil 1-TNT-LB Racing   | Honda        | 23   | +43.570   | 22      |       |
| 17   | 19 | Yōichi Ui            | Yamaha Kurz             | Yamaha       | 23   | +53.858   | 26      |       |
| 18   | 23 | Frédéric Petit       | Team RMS                | Honda        | 23   | +59.656   | 27      |       |
| 19   | 21 | Andrea Ballerini     | Team Italia             | Aprilia      | 23   | +59.929   | 20      |       |
| 20   | 11 | Herri Torrontegui    | Axo San Patrignano      | Honda        | 23   | +1:03.994 | 25      |       |
| 21   | 35 | Loek Bodelier        | Mobil 1-TNT-LB Racing   | Honda        | 23   | +1:04.857 | 21      |       |
| 22   | 24 | Jaroslav Huleš       | Team Pileri             | Honda        | 23   | +1:07.144 | 19      |       |
| 23   | 27 | Gabriele Debbia      | Biesse Semprucci Debbia | Yamaha       | 23   | +1:10.669 | 24      |       |
| 24   | 4  | Akira Saitō          | Docshop Racing          | Honda        | 23   | +1:27.562 | 4       |       |

### Ritirati
| Nº | Pilota            | Squadra              | Motocicletta | Giri | Griglia |
| -- | ----------------- | -------------------- | ------------ | ---- | ------- |
| 55 | Jorge Martínez    | Airtel-Aspar         | Aprilia      | 21   | 1       |
| 72 | Garry McCoy       | Scuderia Alfa Bieffe | Aprilia      | 12   | 18      |
| 62 | David García      | BP-TMR               | Honda        | 10   | 30      |
| 88 | Ángel Nieto Jr    | Airtel-Aspar         | Aprilia      | 10   | 31      |
| 30 | Stefano Cruciani  | Krona-Aprilia        | Aprilia      | 8    | 29      |
| 64 | Álvaro Molina     | Sol Fuerza Team      | Honda        | 8    | 28      |
| 65 | Enrique Maturana  | Team Castro          | Yamaha       | 7    | 32      |
| 13 | Lucio Cecchinello | Honda Team GP3       | Honda        | 2    | 13      |

## Thunderbike Trophy
Fonte: Thunderbike Trophy 1996 - Jerez, su classic.autosport.com (archiviato dall'url originale il 9 febbraio 2019).

### Arrivati al traguardo
| Pos. | Nº | Pilota                    | Motocicletta | Giri | Tempo     | Punti |
| ---- | -- | ------------------------- | ------------ | ---- | --------- | ----- |
| 1    | 20 | William Costes            | Honda        | 19   | 35:26.734 | 25    |
| 2    | 19 | Adrien Morillas           | Yamaha       | 19   | +0.112    | 20    |
| 3    | 2  | Yves Briguet              | Honda        | 19   | +2.582    | 16    |
| 4    | 15 | Bernard Garcia            | Honda        | 19   | +6.266    | 13    |
| 5    | 17 | Pere Riba                 | Honda        | 19   | +6.798    | 11    |
| 6    | 3  | Stéphane Mertens          | Honda        | 19   | +12.169   | 10    |
| 7    | 16 | Marc Garcia               | Honda        | 19   | +12.174   | 9     |
| 8    | 22 | Gregorio Lavilla          | Yamaha       | 19   | +12.796   | 8     |
| 9    | 7  | Wilco Zeelenberg          | Honda        | 19   | +25.889   | 7     |
| 10   | 36 | Manuel Luque              | Honda        | 19   | +28.862   | 6     |
| 11   | 1  | Stefan Scheschowitsch     | Kawasaki     | 19   | +35.327   | 5     |
| 12   | 18 | David Rouge               | Honda        | 19   | +42.766   | 4     |
| 13   | 23 | Jose Oriol Fernandez      | Yamaha       | 19   | +44.590   | 3     |
| 14   | 30 | Jose Maria Martin Vazquez | Honda        | 19   | +48.691   | 2     |
| 15   | 25 | Phil Borley               | Kawasaki     | 19   | +56.057   | 1     |
| 16   | 14 | Iain MacPherson           | Honda        | 19   | +56.154   |       |
| 17   | 5  | Mario Innamorati          | Honda        | 19   | +1:12.299 |       |
| 18   | 33 | Agustin Escobar           | Honda        | 19   | +1:19.367 |       |
| 19   | 21 | Philippe Pinchedez        | Honda        | 19   | +1:19.840 |       |
| 20   | 32 | Bruno Nogues              | Honda        | 19   | +1:20.094 |       |
| 21   | 12 | Franky Heidger            | Honda        | 19   | +1:20.371 |       |
| 22   | 24 | Joaquim Escoda            | Honda        | 19   | +1:20.693 |       |
| 23   | 34 | Borja Mas                 | Honda        | 19   | +1:36.892 |       |
| 24   | 31 | Antonio Garcia            | Honda        | 18   | +1 giro   |       |

### Ritirati
| Nº | Pilota          | Motocicletta | Giri |
| -- | --------------- | ------------ | ---- |
| 10 | Eric Mahé       | Yamaha       | 18   |
| 4  | Fred Bayens     | Bimota       | 14   |
| 8  | Jeffry de Vries | Yamaha       | 8    |
| 6  | Enrique de Juan | Kawasaki     | 4    |